# Предая
Преда̀я (на италиански: Predaia, на местен диалект: Pradaia, Прадая) е община в Северна Италия, автономна провинция Тренто, автономен регион Трентино-Южен Тирол. Разположена е на 515 m надморска височина. Населението на общината е 6626 души (към 2015 г.).
Общината е създадена в 1 януари 2015 г. Тя се състои от петте предшествуващи общини Верво, Коредо, Змарано, Тайо и Трес, които сега са най-важните центрове на общината. Административен център на общината е градче Тайо (на италиански: Taio).